# メロディ・オリヴェリア
メロディ・オリヴェリア（Melody Oliveria, 1988年8月7日 - ）は、ハンドル・ネームbowiechickで知られている、YouTubeとライブヴィデオLiveVideoへのヴィデオ・ブログ投稿者。初期YouTubeが成功に至った理由を説明する、重要な一例として言及されたことがある。
2007年初頭、オリヴェリアはYouTubeから新興サーヴィスのライヴヴィデオに活動の場を切り替えると宣言している。

## ヴィデオ"My Webcam"とロジテック（日本法人はロジクール）社
2006年にオリヴェリアは、"Breakup"と題されたヴィデオを投稿した。これは、ウェブカムに付属する特殊効果を試しながら、彼女の個人的な生活について論じてみせる内容だった。この特殊効果について多くのコメントを受けた後、彼女は"My Webcam"と題するヴィデオを作り上げ、
ロジテック・クイックカム・オービット・MPを使うことで、どうやって望む効果を得られたのかを説明した。
"My Webcam"ヴィデオは、アマゾンドットコムでのクイックカムの売り上げを倍増させたと見なされ、この結果の再現を望む他企業からの興味をかきたてた。概してヴィデオへの視聴者の関心はこの〔製品付属の特殊効果用ソフトウェア、〕「ロジテック・ヴィデオ・イフェクツ」の使い方に関してのものばかりだった。だからといってbowiechickがこのような反応を引き出すためにロジテックから雇われていた訳ではないことが、報道記事で言及されてきた。